# Ронкони, Джорджо
Джорджо Ронкони (итал. Giorgio Ronconi; 6 августа 1810, Милан — 8 января 1890, Мадрид) — итальянский певец (баритон) и музыкальный педагог.
Сын и ученик Доменико Ронкони, брат Феличе и Себастьяно Ронкони.
Дебютировал в 1831 г. в Павии в партии барона Вальдебурго в опере Винченцо Беллини «Чужестранка». В 1830-40-е гг. Ронкони считался одним из ведущих певцов Италии.8 октября 1837 года он женился на сопрано Эльгуэрре Джаннони в Неаполе . По некоторым данным, Джорджо Ронкони выступал в Лицейском театре и в Королевском театре в Лондоне. Он был первым исполнителем заглавной партии в опере Джузеппе Верди «Набукко» (1843), ключевых партий в семи операх Гаэтано Доницетти. В 1842 году с большим успехом пел в Англии.
В поздние годы преподавал в Мадридской консерватории и в собственной школе пения в Гранаде.
Энциклопедия «Britannica» (1911) полагает, что ограниченный диапазон и невыдающиеся вокальные данные Ронкони с лихвой компенсировались его выдающимся артистическим талантом и обаянием. П. В. Анненков в своих «Письмах из-за границы» описывает его выступление так:

Ронкони, привыкший вывозить на плечах нищенские произведения новых итальянских композиторов, блистал на первом плане, развёртывая перед публикой, взамен пустоты сочинения, всю силу и гибкость своего голоса.